# Léon Scieur
Léon Scieur (Florennes, 19 de março de 1888 – Florennes, 7 de outubro de 1969) foi um ciclista belga. Foi o vencedor do Tour de France em 1921 .